# Jean-Jacques Prunès
Jean-Jacques Prunès, né en 1956, est un réalisateur de film d'animation français.

## Biographie
Jean-Jacques Prunès est né en 1956. Il étudie les arts graphiques à Paris de 1971 à 1974, puis le cinéma d’animation de 1977 à 1979. Il se forme aussi aux États-Unis, dans les studios Hanna-Barbera, puis travaille à Shanghai, Dublin, Budapest et Paris.
Il collabore à la réalisation de plusieurs longs métrages d'animation, tels que Astérix et la Surprise de César, Astérix chez les Bretons, La Table Tournante, Robinson et Compagnie.
Il travaille aussi pour la télévision, notamment pour la série Histoires comme ça.

## Filmographie

### Réalisateur
- 1997 : Eugenio
- 2002 : Le Roi de la forêt des brumes, court-métrage d'après le roman de Michael Morpurgo
- 2003 : Cheval Soleil
- 2008 : Histoires comme ça
- 2010 : Mendelssohn est sur le toit

### Animation
- 1985 : Astérix et la Surprise de César
- 1986 : Astérix chez les Bretons
- 1987 : Le Fou du roi dans La Table tournante
- 1991 : Rock-O-Rico
- 2013 : Juifs et Musulmans, si loin si proches